# Evaldas Kairys
Evaldas Kairys (Šventoji, 11 ottobre 1990) è un cestista lituano.

## Palmarès
- Campionato lituano: 1

Rytas: 2021-22
- Coppa di Lituania: 1

Lietuvos rytas: 2018-19